# 颱風南瑪都 (2004年)
颱風南瑪都（英語：Typhoon Nanmadol，國際編號：0427，聯合颱風警報中心：30W，菲律賓大氣地球物理和天文管理局：Yoyong）為2004年太平洋颱風季第二十七個被命名的風暴。「南瑪都」一名由密克羅尼西亞提供，是當地著名的遺跡南馬都爾。
台风南玛都是有气象记录以来在一年中最晚登陆台湾的热带气旋，並於台灣東部外海轉化為溫帶氣旋。

## 發展及路徑
颱風南瑪都最早是於2004年11月27日22時，由澎貝島（Pohnpei）南南西方155浬處的雷暴雨叢發展起來的。11月28日18時，在雅蒲島東南東方約690浬處再進一步發展成熱帶性低氣壓30W。11月29日0時聯合颱風警報中心（JTWC）和日本氣象廳（JMA）分別對其升格為熱帶風暴，並被命名為南瑪都，當時它正在副熱帶高壓脊以南向西移動。
南瑪都其後繼續增強，11月29日12時，在通過薩塔瓦爾島（Satawal）南部以後到達颱風的強度，其路徑也轉向西北西。11月30日8時，南瑪都通過了雅蒲島北部，帶來了強大的陣風。12月2日0時，南瑪都在菲律賓首都馬尼拉東方約220浬處，增強為一個JTWC分級下的超級颱風，其強度到達了其生命週期的顛峰130kts（節，亦即浬/小時），換算大約是每小時150英里（約240公里）的強風。其後，南瑪都很快地接近呂宋島的陸地，同時整個系統也開始減弱，並被降格為颱風。12月2日12時，登陸菲律賓奧羅拉省卡西古蘭。
路徑此時已轉向西北的南瑪都以約6個小時的時間橫越呂宋島，於12月2日18時再度入海，在被主短波槽吸引之前，西北向的路徑使得南瑪都進入了副熱帶高壓脊的弱點。12月3日間，南瑪都的強度在其路徑轉為北向後，減弱趨勢更加明顯，12月3日12時，中心到達台灣高雄西南方210浬處，12月3日18時，聯合颱風警報中心對其發出最後警報，日本氣象廳仍繼續發布定時報告。南瑪都的雲團在其路徑轉為東北東而橫越南台灣後，也變得愈來愈不對稱，日本氣象廳最後在12月4日6時中止發報。同日7時40分，南瑪都登陸台灣屏東縣枋寮鄉，成為過去107年以來，首个於12月份登陸台灣的熱帶氣旋（台灣的颱風記錄始自1897年）。
其後，南瑪都的殘餘雲系快速地以東北東轉東北方向移動，最後與另一個低壓區合併，形成一個強勁的溫帶氣旋。
台风南玛都是有气象记录以来在一年中最晚登陆台湾的热带气旋，也是有气象记录以来在一年中最晚登陆两岸四地的热带气旋，打破了1974年台风艾玛于当年12月2日登陆广东台山的记录。

## 影響

### 菲律賓

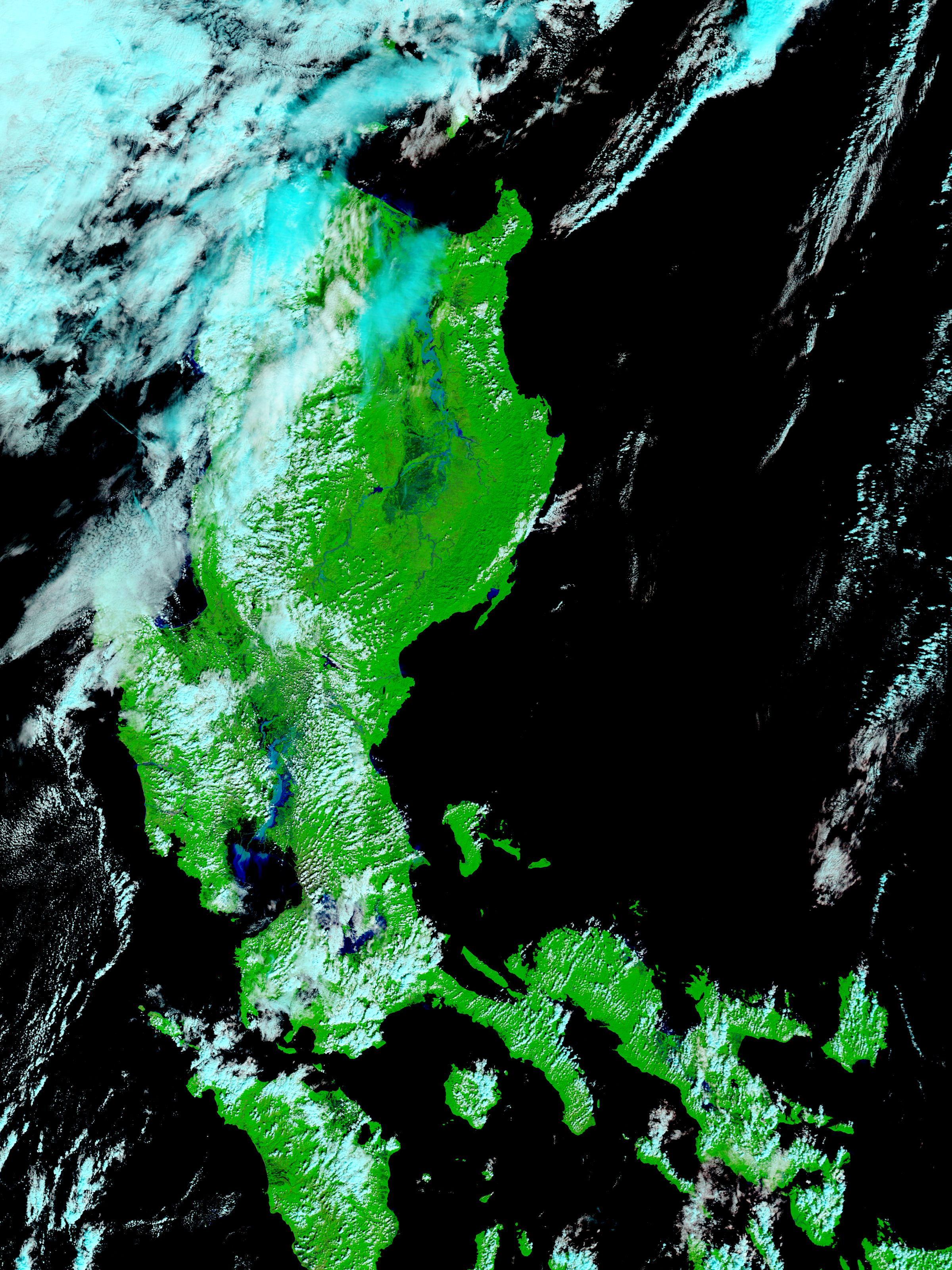
菲律賓水浸的情況（12月4日）

由於颱風梅花、熱帶風暴苗柏、熱帶低氣壓溫妮（菲律賓自行命名）及颱風南瑪都等4個熱帶氣旋在2個星期間接連產生，所以南瑪都單獨所造成的傷亡及財產損失難以確實估計。根據菲律賓國家災難協調中心的統計，南瑪都共造成了70人死亡、157人受傷、37人失蹤，房屋全倒10,457間、半倒57,435間。農業同樣災情慘重，總計菲律賓損失即達20.36億披索，菲律賓最大的降雨量出現在達特12月2日中午至12月3日間，計有228.1毫米。

### 臺灣
根據臺灣中央氣象局的資料，南瑪都是於臺北時間（UTC+8）12月4日7時40分左右在屏東縣枋寮鄉附近登陸，9時30分左右由臺東縣太麻里鄉附近進入臺灣東南部海面，當日14時在西表島附近轉變為溫帶氣旋後，解除颱風警報。
南瑪都造成台灣氣象史上極為罕見的十二月超大豪雨：花蓮縣秀林鄉布洛灣有高達907毫米的日降雨量，更於35小時內累積了1090毫米的降雨量。根據中央氣象局的資料，南瑪都共造成臺灣2人死亡、2人失蹤，農業損失估計達新臺幣6.7億元。

#### 紀錄

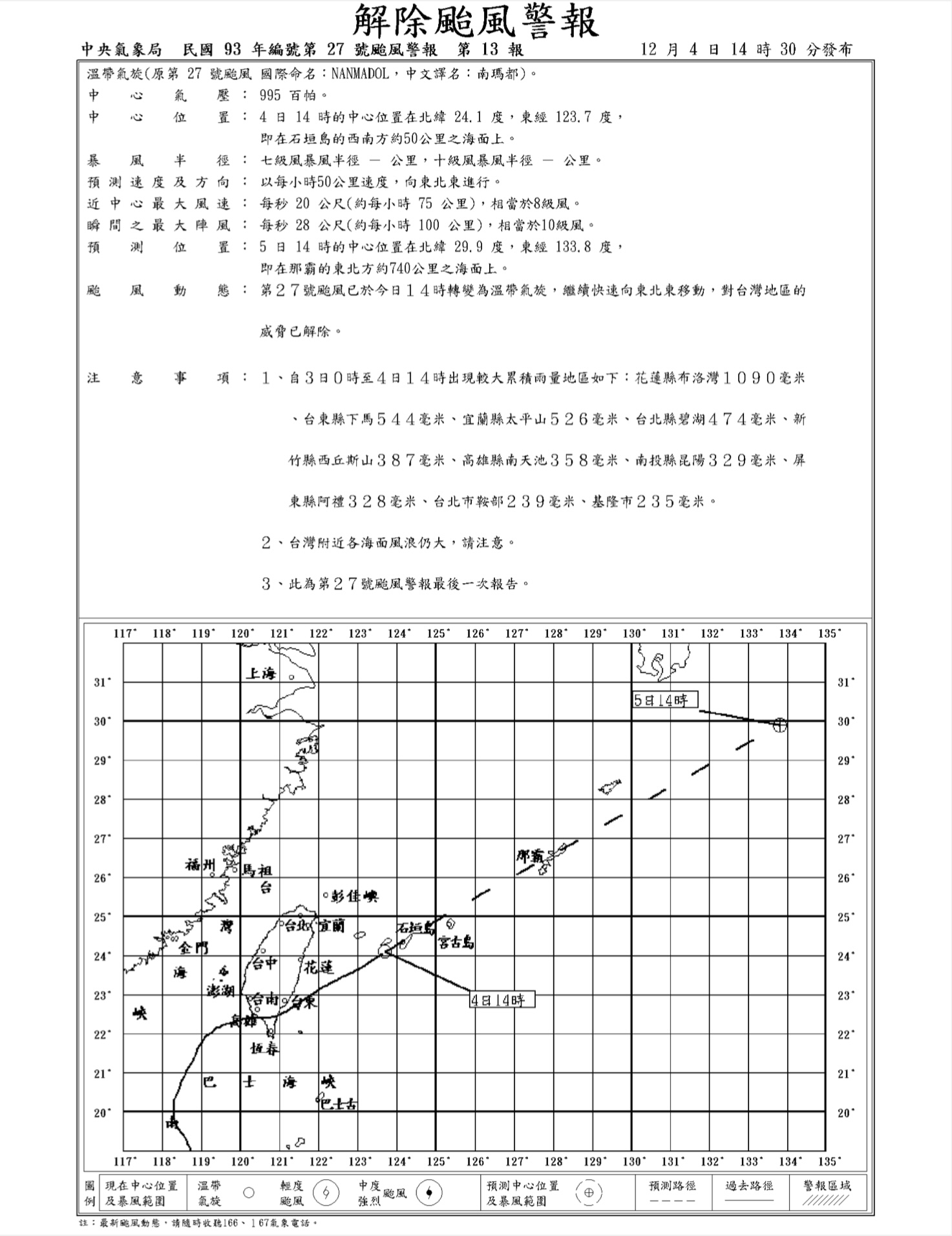
2004年12月4日，南瑪都轉化為溫帶氣旋，臺灣中央氣象局解除海上陸上颱風警報

南瑪都取代1967年11月18日的颱風吉達，成為臺灣氣象觀測史上「全年最晚侵臺」的颱風，也是有紀錄以來唯一一個在12月登陸臺灣的颱風，因此，媒體均以「冬颱」稱呼南瑪都。

### 中国大陆
在浙江，大陳島在12月3日0時至12月4日間0時（UTC）降下了106.3毫米的雨量，是中國大陸降雨較多的地方之一。

### 香港
南瑪都一度與香港保持約450公里左右的距離，但它逐漸演變為溫帶氣旋及主要受到東北季候風支配，因此香港天文台當時只發出強烈季候風信號。

### 日本
南瑪都與另一個低壓區合併，形成一個強勁的溫帶氣旋，並為日本帶來強風及不合時令的溫暖。東京曾錄得最高陣風為每小時144公里。

## 熱帶氣旋警告使用紀錄

### 台灣
| 交通部中央氣象局 颱風警報 | 交通部中央氣象局 颱風警報 | 交通部中央氣象局 颱風警報 |
| ------------------------- | ------------------------- | ------------------------- |
| 上一熱帶氣旋              | 海上颱風警報              | 下一熱帶氣旋              |
| 中度颱風納坦              | 海上颱風警報              | 強烈颱風海棠              |
| 中度颱風納坦              | 陸上颱風警報              | 強烈颱風海棠              |

## 外部連結
- （日語）http://www.jma.go.jp/ （页面存档备份，存于） 日本氣象廳首頁
- （英文）http://www.usno.navy.mil/JTWC/ （页面存档备份，存于） 聯合颱風警報中心首頁
- （简体中文）https://web.archive.org/web/20120928121548/http://www.nmc.gov.cn/ 中央氣象台首頁
- （繁體中文）http://www.cwb.gov.tw/ （页面存档备份，存于） 中央氣象局首頁
- （繁體中文）http://www.hko.gov.hk/ （页面存档备份，存于） 香港天文台首頁
- （繁體中文）http://www.smg.gov.mo/ （页面存档备份，存于） 澳門地球物理暨氣象局首頁